# Aurica (Superkontinent)
Aurica ist ein möglicher Zukunfts-Superkontinent. Es ist einer der vier vorgeschlagenen Superkontinente, die sich innerhalb von 200 Millionen Jahren bilden sollen, die anderen sind Pangaea Proxima, Amasien und Novopangaea.
Die Aurica-Hypothese wurde von Wissenschaftlern des Geological Magazine im Anschluss an eine Studie der American Geophysical Union aufgestellt, die die Stärke der Ozean-Gezeiten mit dem Superkontinenten-Zyklus in Verbindung brachte. Die Studie stellte fest: „Wenn tektonische Platten gleiten, sinken und die Kontinente der Erde verschieben, um große Landmassen oder Superkontinente zu bilden, öffnen und schließen sich die Ozeanbecken im Tandem. Wenn diese Becken ihre Form verändern, können sie auf Formen treffen, die ihre Gezeiten verstärken und intensivieren.“.

## Bildung
Nach der Aurica-Hypothese werden sowohl der Atlantische Ozean als auch der Pazifische Ozean geschlossen, und ein neuer Ozean wird beide ersetzen. Die Hypothese besagt, dass der panasiatische Graben, der derzeit von Indien zur Arktis verläuft, Eurasien in zwei Teile spalten und den neuen Ozean bilden wird. Die gegenwärtige Nordbewegung von Australien und der Antarktis wird sie mit dem östlichen Eurasien und Amerika kollidieren lassen, um den Pazifik zu schließen, während das westliche Eurasien und Afrika mit Amerika auf der anderen Seite kollidieren wird, um den Atlantik zu schließen.